# Båtstjärnen, Västergötland
Båtstjärnen är en sjö i Svenljunga kommun i Västergötland och ingår i Ätrans huvudavrinningsområde.